# فيل غيلبرت
فيل غيلبرت (بالإنجليزية: Phil Gilbert)‏ هو مدرب كرة قدم ولاعب كرة قدم بريطاني في مركز مهاجم داخلي، ولد في 11 سبتمبر 1944 في Minster-in-Thanet ‏ في المملكة المتحدة. لعب مع برايتون أند هوف ألبيون.